# Stylaster gracilis
Stylaster gracilis är en nässeldjursart som beskrevs av Milne Edwards och Jules Haime 1850. Stylaster gracilis ingår i släktet Stylaster och familjen Stylasteridae. Inga underarter finns listade i Catalogue of Life.